# Галактика (рок-группа)
«Галактика» (греч. Οι Γαλαξίες, другие названия Galaxies, The Galaxies, Γαλαξίες) — одна из первых греческих рок-групп, существовавшая в середине 1960-х годов. Исполняла музыку в жанрах енка, бит, рок-н-ролл с элементами греческой фольклорной музыки.

## Спор о первенстве
В начале 2000-х годов между двумя известными историками современной греческой музыки — Манолисом Далукасом (автором книги «История молодёжной культуры от поколения Хаоса до смерти Павлоса Сидиропулоса: 1945—1990») и Фонтасом Трусасом (автором книги «Презентация греческой поп- и рок-музыки через её дискографию, 1965—1982 гг.» возник спор о том, какую греческую рок-группу и рок-композицию, написанную на греческом языке, стоит считать первыми. Манолис предлагал варианты как всемирно известные песни, вроде «Jeronimo Yanka» группы Forminx, так и несколько менее известные песни таких групп, как Play Boys.
Фонтас Трусас доказывал, что первая запись рок-музыки на греческом языке была сделана группой ΓΑΛΑΞΙΕΣ и популярным в то время исполнителем Gino, которая вышла в июне 1964 года, что существенно раньше не только вышедшей в 1965 «Енки Джеронимо», но и на несколько месяцев раньше записей Play Boys и некоторых других исполнителей, таких как Δάκης. Манолис не отрицал существования «Галактики» или их записей, но позиционировал их не как рок-группу, а как поп-группу.

## История группы
Группа была основана в Афинах в 1963 Никосом Афанасопулосом. По времени создания «Галактика» уступает только уже упомянутым The Forminx, а также Juniors. До «Γαλαξίες» греческие группы если и исполняли современную музыку, то делали это на английском, французском или итальянском языках, при этом и названия этих групп также были на каком-либо иностранном языке. У первых греческих рок-групп были проблемы с менеджментом: первым и некоторое время единственным продюсером, менеджером, а также автором текстов был Никос Масторакис.
Отсутствие поддержки со стороны организаторов привело к тому, что в течение первого года у группы не было особых успехов. В итоге было принято решение присоединиться к какому-либо популярному исполнителю в качестве группы сопровождения. Таковым в итоге стал певец Gino. Среди его знакомых был некто Афанасиос Цогас, директор популярного издания Modern Rhythms, при этом Джино к тому времени успел дважды попасть на страницы популярного журнала Billboard.
В дальнейшем группа стала выступать и записываться самостоятельно, продолжая активно использовать греческий язык, а также внедряя в аранжировки элементы греческой народной музыки. Для звучания группы была характерна акцентированная гитара, которая звучала громче других инструментов, при этом в середине 1960-х звук стал достаточно «тяжёлым», что приближало группу к раннему хард-року.
Вершиной успеха стало выступление на фестивале «Golden Night» в октябре 1966 года, которое посетило более 40 000 человек, что для консервативной Греции того периода было существенной цифрой. Летом 1967 года популярность стала идти на спад и очередной сингл провалился в продаже. Ситуация усугубилась приходом к власти диктатуры «Чёрных полковников». Некоторое время группа пыталась сотрудничать с новой властью, принимая участие, например, в праздновании патриотического праздника День нации и власти. Однако вскоре группа распалась и её музыканты в дальнейшей не стали известными.

## Историческое значение
Группа входит в популярный в греческом сегменте список наиболее важных и значимых групп 1960-х, составленный историком современной греческой музыки Георгисом Биликасом.
«Галактика» стала первой популярной греческой рок-группой у которой не только название было на греческом языке, но и большая часть репертуара.
«Галактика» записала вместе с Gino первый рок-сингл «Snap Snap Snap / Cleopatra In Bluejeens», в тексте песен которого использовался греческий язык.

## Дискография (выборочно)
| Название проекта                                             | Формат               | Лейбл            | Номер в каталоге | Год издания |
| ------------------------------------------------------------ | -------------------- | ---------------- | ---------------- | ----------- |
| Gino*, Οι Γαλαξίες — Snap Snap Snap / Cleopatra In Bluejeens | (7", 45 RPM, Single) | Polydor — Greece | 54897            | 1964        |
| Γιάνκα Για Μικρά Παιδιά / Ένα Κορίτσι Για Shake              | (7", 45 RPM, Single) | Polydor — Greece | NHH 54 946       | 1965        |
| Όρκος / Right Now                                            | (7", 45 RPM, Single) | Polydor — Greece | 59 916           | 1967        |